# Azerbaijão nos Jogos Olímpicos de Inverno de 2010
O Azerbaijão participou dos Jogos Olímpicos de Inverno de 2010, realizados na cidade de Vancouver, no Canadá. Foi a quarta aparição do país em Olimpíadas de Inverno.

## Desempenho

### Esqui alpino
Feminino
| Atleta                | Evento         | Corrida 1 | Corrida 2 | Total   | Pos. |
| --------------------- | -------------- | --------- | --------- | ------- | ---- |
| Gaia Bassani Antivari | Slalom         | DNF       | DNF       | DNF     | DNF  |
| Gaia Bassani Antivari | Slalom gigante | 1:30.82   | 1:26.05   | 2:56.87 | 57º  |

Masculino
| Atleta      | Evento         | Corrida 1 | Corrida 2 | Total   | Pos. |
| ----------- | -------------- | --------- | --------- | ------- | ---- |
| Jedrij Notz | Slalom         | DNF       | DNF       | DNF     | DNF  |
| Jedrij Notz | Slalom gigante | 1:30.78   | 1:35.20   | 3:05.98 | 72º  |

Legenda
| Recorde mundial      | Recorde mundial (World record)               |                       | Recorde africano                      | Recorde africano (African) |                                           | Q | Classificado por posição (Qualified) |
| Recorde olímpico     | Recorde olímpico (Olympic record)            | Recorde da América    | Recorde da América (Americas)         | q                          | Classificado por melhor tempo (Qualified) |   |                                      |
| Melhor marca do ano  | Melhor marca do ano (World leading)          | Recorde asiático      | Recorde asiático (Asian)              | DNS                        | Não largou (Did not start)                |   |                                      |
| Recorde nacional     | Recorde nacional (National record)           | Recorde europeu       | Recorde europeu (European)            | DNF                        | Não terminou (Did not finish)             |   |                                      |
| Recorde pessoal      | Recorde pessoal do atleta (Personal best)    | Recorde da Oceania    | Recorde da Oceania (Oceania)          | DSQ / DQ                   | Desclassificado (Disqualified)            |   |                                      |
| Recorde da temporada | Recorde da temporada do atleta (Season best) | Recorde sul-americano | Recorde sul-americano (South America) | NM                         | Sem marca (No mark)                       |   |                                      |